# الكرامة (البلقاء)
الكرامة بلدة أردنية حدودية تقع في وادي الأردن شرقي النهر بالقرب من جسر الملك حسين جسر اللنبي سابقا. كانت القرية ساحة قتال يوم 21 مارس 1968 في معركة شملت المنطقة حول القرية بأكملها. وقد أطلق عليها اسم معركة الكرامة.